# August Haupt

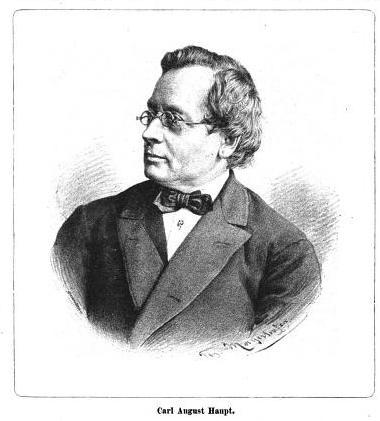
August Haupt.

Carl August Haupt, född 25 augusti 1810 i Kuhnau vid Sagan i Schlesien, död 4 juli 1891 i Berlin, var en tysk organist och tonsättare.
Haupt gick 1824–27 i gymnasiet i Sorau och reste därefter till Berlin, där han studerade vid institutet för kyrkomusik. Han var i orgelspel lärjunge till August Wilhelm Bach samt i musikteori till Bernhard Klein och Siegfried Wilhelm Dehn. År 1831 debuterade han som organist, 1832 blev han organist vid franska klosterkyrkan i Berlin, 1835 vid Elisabetkirche, 1839 vid St. Nicolaikirche och 1849, efter Carl Ludwig Thieles död, i Parochialkirche, där han även gav många konserter. Efter Bachs död 1869 blev han direktor för institutet för kyrkomusik, där han sedan en tid varit lärare.